# Louise Koppe
Louise Koppe, née Catherine Laurence Koppe à Paris (ancien 4e arrondissement) le 4 mai 1846 et morte à Paris 19e le 31 mai 1900, est une écrivaine féministe française.
Elle a fondé plusieurs journaux et la première maison maternelle française.

## Biographie
Née en 1846 à Paris dans une famille modeste, Louise Koppe est la fille d'un tailleur. Sa mère meurt alors qu'elle a huit ans. Élevée dans un pensionnat de l'Oise, elle se marie à l'âge de 18 ans avec Louis Armand Rétoux et de cette union naissent cinq enfants. Rien dans sa vie ne peut alors indiquer un engagement féministe à venir. La Commune, à laquelle elle assiste à 25 ans, et la rencontre avec Victor Hugo dont elle découvre les écrits avec émotion, influencent certainement ses engagements.
Elle est initiée en franc-maçonnerie au sein de la Grande Loge symbolique écossaise - Droit humain en 1894. Cette obédience ayant été créée en 1893, Louise Koppe fait partie des premières personnalités féministes appartenant à celle-ci.
Louise Koppe participe au Congrès international du droit des femmes à Paris en 1878. Elle aime écrire et crée différents journaux dans lesquels paraissent ses poèmes, articles, pièces de théâtre. La fonction maternelle y occupe une place prépondérante. En 1879, elle fonde le journal La Femme de France, remplacé par La Femme dans la famille et dans la société. En 1882, le titre devient La Femme et l'Enfant.
Louise Koppe meurt en 1900 à Paris et est incinérée au crematorium du Père-Lachaise. Ses cendres sont déposées au columbarium, puis transférés, en 1910, dans un caveau de la division 90, avec celles de son mari.
Ses trois filles, Angèle, Mathilde et Hélène-Victoria, continuent de développer son œuvre.

## Maison maternelle
Elle fonde la première maison maternelle en 1891, avenue René-Coty, à Paris, pour accueillir les enfants de mères en détresse.
Un court métrage muet est tourné en 1930 par des anonymes de la société Gaumont présentant cette première maison maternelle, lieu de protection des futures mères et enfants.

## Publications
- La Femme de France : journal littéraire et scientifique, rédigé par un comité de femmes ; rédactrice en chef Louise Koppe, 1re année, no 1 (2 août 1879)- no 11 (11 octobre 1879)
- La Femme dans la famille et dans la société, 1re-3e année, 1880-1882, Paris
- La Femme et l'Enfant, 1882-1896, Paris

## Hommage
- Square Louise-Koppe à Authon-du-Perche (Eure-et-Loir)[9].